# مطار الدمازين
مطار الدمازين هو مطار داخلي يخدم مدينة الدمازين في السودان.

## شركات الطيران
| شركات الطيران | الوجهات |
| ------------- | ------- |
| بدر للطيران   | الخرطوم |